# Dolores (Intibucá)
Dolores è un comune dell'Honduras facente parte del dipartimento di Intibucá.
Il comune risulta già esistente come entità autonoma nel 1883.